# Cimitero di Santa Eufrosina
Il cimitero di Santa Eufrosina è uno dei più antichi e preziosi cimiteri ortodossi di Vilnius ed è situato nella parte meridionale della città, vicino alla chiesa di Santa Eufrosina di Polack.

## Storia
La prima sepoltura ha avuto luogo nel 1815. Dopo la Rivolta di Novembre del 1830-1831 il cimitero è stato delimitato da una recinzione in legno. Nel 1838 fu costruita la chiesa di Santa Eufrosina.
Nel 1865, la chiesa di Santa Eufrosina di Polack è stata ampliato e modificata. Nello stesso anno l'architetto Nikolaj Michailovič Čagin e l'accademico dell'Accademia russa di belle arti Aleksandr Ivanovič Rezanov costruirono la cappella di San Giorgio presso il luogo di sepoltura dei soldati e degli ufficiali russi uccisi durante la repressione della Rivolta di Gennaio del 1863-1864 contro i polacchi, con lapidi sulle tre pareti esterne, a commemorare i caduti. Il cimitero è stato nazionalizzato nel 1948 e dato alla parrocchia ortodossa nel 1990.
Nel cimitero riposano 1151 vittime uccise durante l'occupazione tedesca del 1942-1943, di cui solo 382 sono stati identificati. 
Questi erano prigionieri sovietici o civili accusati di terrorismo antitedesco, la maggior parte dei quali furono fucilati o morirono per le ferite riportate. 
Nel 1997 la Federazione Russa eresse un memoriale alle vittime del fascismo: rivestito di marmo e su di un granito nero vi è scritto:
Questo monumento è stato restaurato dall'Ambasciata russa nel 2002.

## Persone famose sepolte nel cimitero di Santa Eufrosina
Nel cimitero sono sepolti molti funzionari importanti, capi militari, capi della chiesa, figure di spicco della cultura russa e lituana di Vilnius del XIX-XX secolo:
- Semёn Vukolovič Šolkovič (1840 - 1886), scrittore, storico.
- Andrej Ivanovič Bucharskij (1770-1833), senatore e consigliere imperiale del governo di Vilnius, autore letterario.
- Anna Daragan (1806-1877), educatore e autrice di letteratura per l'infanzia
- Jakov Fёdorovič Golovatskij (1814-1888), storico, letterato, etnografo e linguista
- Julian Fomič Kračkovskij (1840-1903), etnografo e storico, padre del traduttore linguista sovietico del Corano, Ignatij Julianovič Kračkovskij (1883-1951)
- Pavel Vasil'evič Kukol'nik (1795-1884), storico, drammaturgo, poeta e professore presso l'Università di Vilnius
- Barone Vasilij von Rothkirch (1819-1891), generale russo di origine tedesco-slesia e scrittore
- Ivan Troutnev (1827-1912), pittore e fondatore dell'Accademia d'arte di Vilnius
- Michail Ivanovič Cejdler (1816-1892), tenente generale, scultore e pittore, amico di M. Lermontov.
- Ksenofont Antonovič Govorskij (1811-1871), archeologo, storico, giornalista ed editore.
- Ioann Šverudovič, sacerdote e rettore della chiesa di San Nicola (? - 1910), padre dell'attore Vasilij Ivanovič Kačalov.
- Ioann Antonovič Kotovič, (1839-1911)- sacerdote e scrittore
- Todar Vernikovski, figura politico, il ministro delle finanze della Repubblica Popolare Bielorussa
- Aljaksandr Danilevič, insegnante, matematico, docente bielorusso
- Zoja Koŭš, attivista politico
- Aljaksandr Michalevič, avvocato, insegnante di latino e tedesco
- Ljavon Muraška, cantante lirico (basso-baritono)
- Elena Sokolova-Lekand, insegnante di lingua bielorussa 1919-1944
- Jasep Šnarkevič, insegnante
- Nadzeja Šnarkevič, figura pubblica, moglie di Jasep Šnarkevič
- Jan Cechanoŭski, attivista politico bielorusso, regista

## Galleria d'immagini

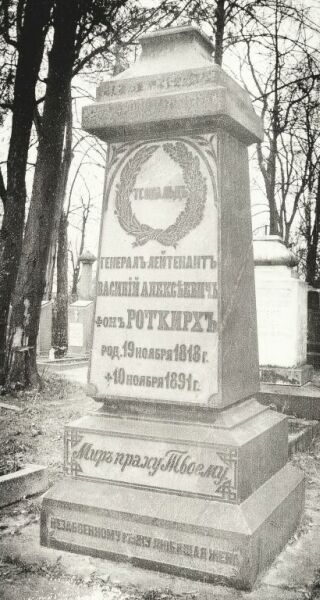
Tomba del Barone Vasilij von Rothkirch
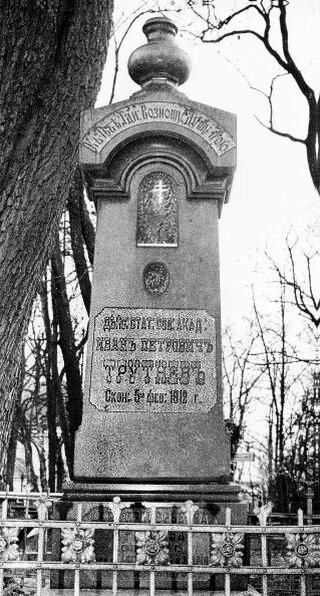
Tomba di Ivan Troutnev
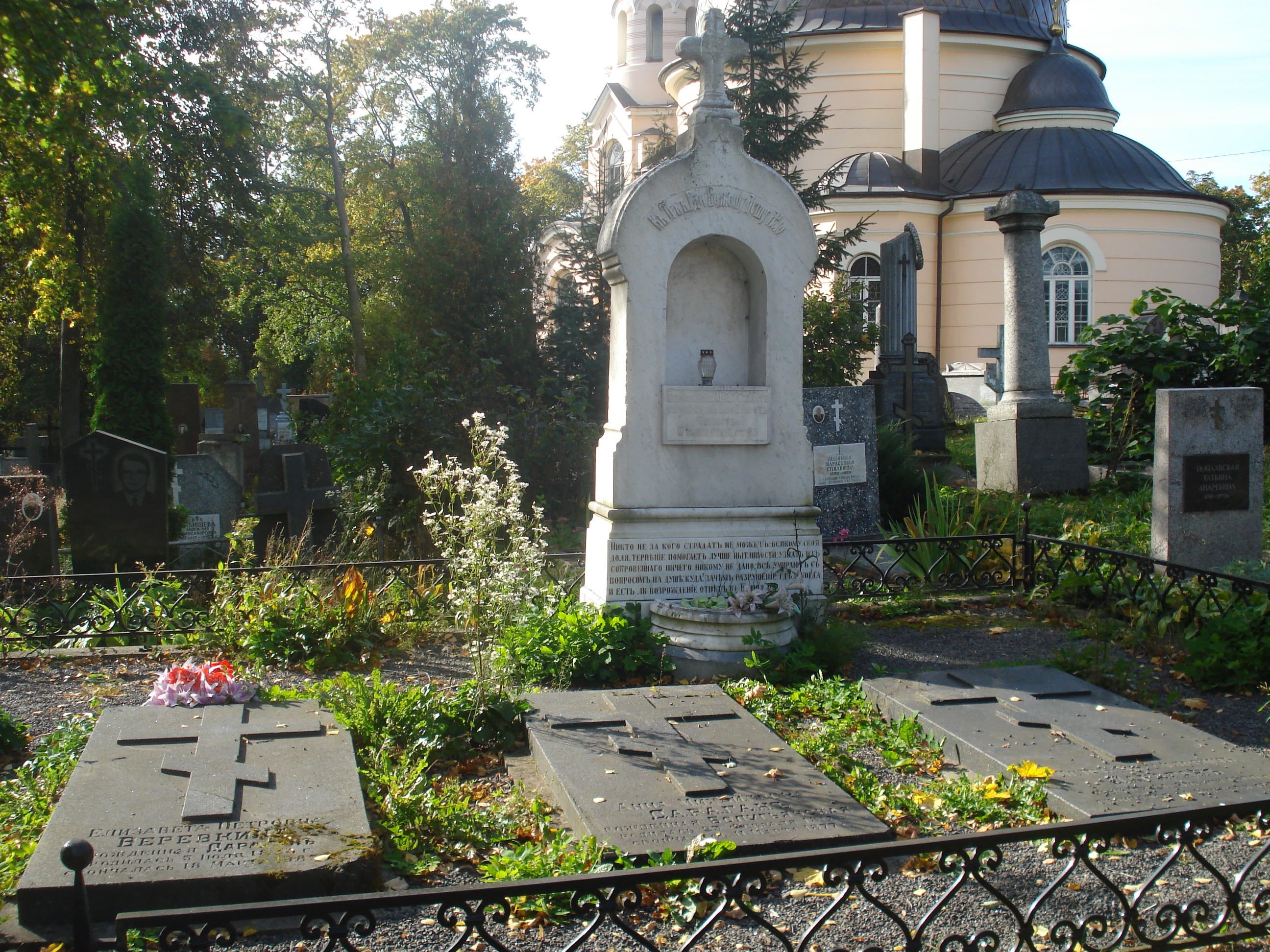
Cappella della famiglia Daragan
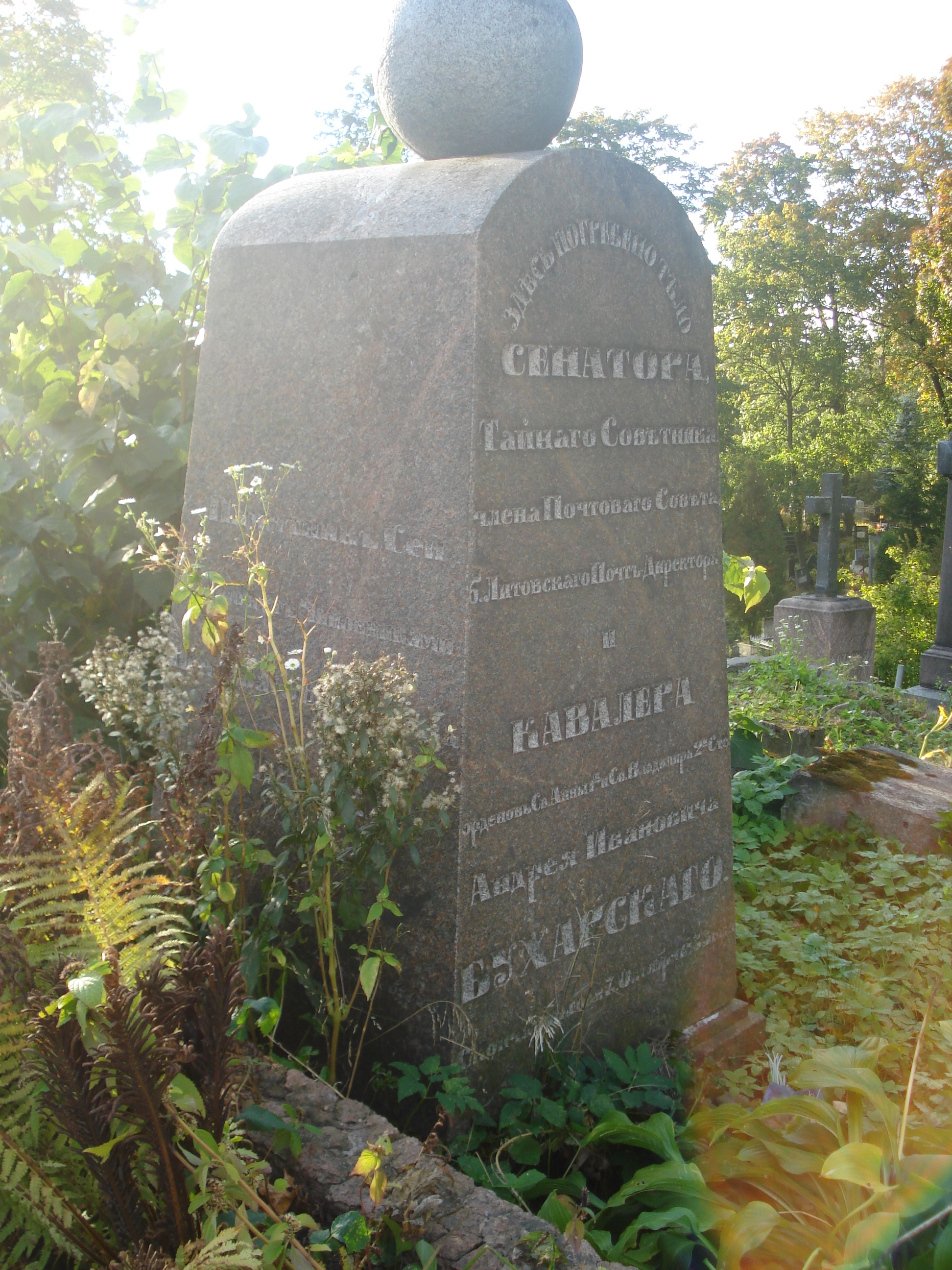
Tomba di Andrej Ivanovič Bucharskij